# ナチスのUFO

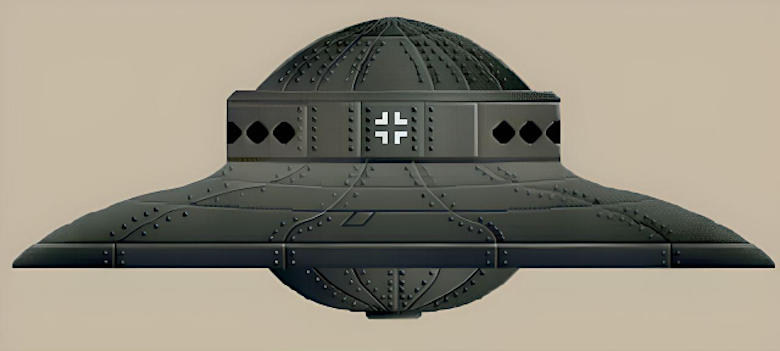
ナチスのUFO開発説は、多くの研究者や人々には受け入れられていない。

ナチスのUFO（ナチスのユーエフオー）では、ナチスおよびナチス・ドイツが開発していたと主張されるUFO・円盤機について解説する。

## 概要
UFO学、陰謀論、サイエンス・フィクション、オカルトにおいて、しばしばナチスがUFOを開発していたと主張されることがある。これらの説は、アドルフ・ヒトラーの生存説や地球空洞説、古代インドのオーパーツとも関係付けられていることがある。
さらにはナチスが開発した宇宙船は今も南極大陸、南米、またはアメリカの秘密の地下基地で戦後も保管されているとの主張もある。また、これらの主張の中で「ハウニブ」「RFZ型」「ヴリル」「V-7」などの具体的な機種名が挙げられるケースもある。
第二次世界大戦中、ヨーロッパ上空での未確認飛行物体の目撃情報は、しばしばナチスの新技術と解釈された。冷戦期の最初の数年間、西側諸国は、未確認飛行物体の目撃情報は、ナチスの技術を元に構築されたソ連兵器に起因しているのではないかとしばしば推測した。
ドイツ北部ブレーマーハーフェンの航空技師ルドルフ・シュリーファーは第二次世界大戦中に円盤型航空機の開発に携わった事を地元メディアによる取材で明らかにしている。戦後、彼の円盤型航空機の設計図と簡単な模型は何者かによって盗まれ、ソ連やアメリカにこれらの技術が渡り、米ソ冷戦下における対立する両国の新兵器の技術開発に利用されたのではないかとの噂もある。実際には、アメリカの各情報機関はペーパークリップ作戦を指揮してドイツ人科学者の頭脳を利用した。
また、いわゆる「ナチスのUFO」についての主張とは別に、ケネス・アーノルド事件の際に目撃された「空飛ぶ円盤」の正体についての仮説として、ドイツ空軍の試作戦闘爆撃機Ho229の名が挙げられることもある。

## トゥーレ協会との関連付け
一部の陰謀論では、ナチス・ドイツはトゥーレ協会を利用し、地球外テクノロジーを伝授してUFOを開発し、1940年代初めには月や火星に到達していたとの説も唱えられている。これは疑似科学と見なされる。ナチス・ドイツの科学者たちは、親衛隊に所属する神秘主義と科学の融合の実現を目指していたトゥーレ協会やヴリル協会などのドイツ所在のカルト結社に所属していたとも言われる。

## 関連書籍
- 落合信彦『20世紀最後の真実』集英社、1980年